# 保护状况
物种的保护状况（英文：conservation status）是政府或非政府機構、相關組織等賦予它們的保護級別，以及牠們所受到的保護措施、保護力度等，可反映出物種當前的生存繁衍情況。很多因素都會影响物种的保护状况，不僅僅是單純的活體数量，還包括整个种群的繁殖率、饲养成功率和潛在的威胁等等。
世界上最知名、最具影响力的物种保护状况报告是《國際自然保護聯盟瀕危物種紅色名錄》，其中包括生存受到威脅或据信灭绝於公元1500年以後的物种，此外許多國家还制定了專門的物種保護狀況名錄。

## IUCN 评级标准
國際自然保護聯盟（IUCN）依据物种的生存现状，将物种评估为以下等级：

### 低危
- 无危（Least Concerned，LC），虽然存在威胁但是并不严重，无需过分关注，例如：狼、歐洲赤松、兔猻、人類。

- 近危（Near Threatened，NT），当某物种未达到极危、濒危或者易危标准，但是在未来一段时间后，可能符合受威胁等级，例如：日本柳杉、歐亞水獺。

### 受威胁
- 易危（Vulnerable，VU）：在中期内可能有比较高的灭绝威胁，例如：环尾狐猴、小頭睡鯊、大白鲨、儒艮、臺灣黑熊。

- 瀕危（Endangered，EN）：其野生种群在不久的将来面临绝灭的机率很高，例如：蓝鲸、银杏。

- 极危（Critically Endangered，CR）：野生种群即将面临绝灭的机率非常高，例如：櫻花鉤吻鮭。

### 灭绝
- 野外灭绝（Extinct in the Wild，EW）：只生活在栽培、圈养条件下或者只作为自然化种群（或种群）生活在远离其过去的栖息地时，即认为该物种属于野外灭绝，例如：达氏鲟。

- 灭绝（Extinct，EX）：如果有理由怀疑某物种的最后一个个体已经死亡，即认为该物种已经灭绝，例如：袋狼、渡渡鸟、旅鸽、大海牛

### 其他
- 数据缺乏（Data Deficient，DD）：当一个物种的已知信息不足以对其生存现状进行正确评估时，即认为该物种属于数据缺乏，例如：虎鯨。

## 另請參閱
- 《瀕危野生動植物種國際貿易公約》
- 《生物多樣性公約》
- 《保护野生动物迁徙物种公约》
- 《國際植物保護公約》
- 《全球植物保护战略（英语：Global Strategy for Plant Conservation）》
- 《国家重点保护野生动物名录》
- 生物多样性丧失
- 生物多樣性行動計畫
- 生物多样性指标伙伴关系（英语：Biodiversity Indicators Partnership）
- 2010年生物多样性目标（英语：2010 Biodiversity Target）
- 拉撒路物種
- 已灭绝动物列表
- 地球生命力指数
- 红色名录指数
- 再引入
- Wikipedia:保护状况